# Zaire (valuta)
Lo zaïre è stata la valuta della Repubblica Democratica del Congo e poi della Repubblica dello Zaïre dal 1967 al 1997. Ci furono due distinte valute.

## Zaïre, 1967-1993
Lo zaïre (simbolo: "Z", o anche "Ƶ") fu introdotto nel 1967, in sostituzione del franco con un tasso di cambio pari a 1 zaïre = 1000 franchi. Lo zaïre fu suddiviso in 100 likuta (plurale: makuta, simbolo: "K"), ognuno a sua volta suddiviso in 100 sengi (simbolo: "s"). Tuttavia il sengi valeva così poco e l'unica moneta in sengi fu quella da 10 sengi emessa nel 1967. A differenza delle altre valute, era pratica comune scrivere i valori con tre zeri dopo la virgola decimale, anche quando l'inflazione aveva svalutato enormemente la valuta. L'inflazione causò anche l'emissione di banconote di valore fino a 5 milioni di zaïre, dopo di che fu introdotto il nuovo zaïre.

### Monete
Nel 1967 furono introdotte monete dalla Banque Nationale du Congo con valori da 10 sengi, 1 e 5 makuta; i due valori più bassi erano in alluminio e quello più alto in cupro-nickel. Nel 1973 furono coniate le prime monete emesse dalla Banque du Zaïre, da 10 e 20 makuta in cupro-nickel. Nel 1987 fu introdotta una nuova monetazione composta da moneta in bronzo da 1, 5 e 10 zaïre.

### Banconote
Nel 1967 la Banque Nationale du Congo introdusse banconote da 10, 20 e 50 makuta, da 1 e 5 zaïre (conosciute anche come 100 e 500 makuta). Nel 1971 fu introdotta la banconota da 10 zaïre. Nel 1972 la Banque du Zaïre iniziò l'emissione delle banconote da 1, 5 e 10 zaïre, seguite da quelle da 50 makuta nel 1973. La banconota da 50 zaïre fu introdotta nel 1980, seguita da quella da 100 zaïre nel 1983, da 500 zaïre nel 1984, da 1000 zaïre nel 1985, da 5000 zaïre nel 1988, da 10 000 zaïres nel 1989, da 2000, 20 000 e 50 000 zaïre nel 1991 e finalmente dai tagli da 100 000, 200 000, 500 000, 1 milione e 5 milioni nel 1992.
La banconota da 5 milioni di zaïre, che entrò in circolazione verso la fine del 1992, non fu accettata per parecchie settimane in alcune parti del paese (in particolare nel nord-est), ed in altre parti del paese fu accettata solo per parte del suo valore.

## Nuovo zaïre, 1993-1997
Il nuovo zaïre ("nouveau zaïre" in francese, simbolo "NZ") sostituì il primo zaïre nel 1993 con un tasso di cambio di 1 nuovo zaïre = 3 000 000 vecchi zaïre. Era suddiviso in 100 nuovi makuta (simbolo: "NK"). La nuova valuta fu emessa esclusivamente sotto forma di banconote e subì un'inflazione simile alla moneta precedente.
Il nuovo zaïre fu sostituito dal franco con un tasso di cambio di 1 franco = 100 000 nuovi zaïre quando lo Zaïre divenne di nuovo la Repubblica Democratica del Congo.

### Banconote
Nel 1993 la Banque du Zaïre emise banconote nei tagli da 1, 5, 10 e 50 nuovi makuta e da 1, 5, 10, 50 e 100 nuovi zaïre. Queste banconote furono seguite nel 1994, da quelle da 200 e 500 nuovi zaïre. Nel 1995 furono introdotte le banconote da 1000, 5000 e 10 000 nuovi zaïre, mentre nel 1996 furono aggiunte quelle da 20 000, 50 000, 100 000, 500 000 e da 1 milione di nuovi zaïre.